# Brzeźno (gromada w powiecie chełmskim)
Brzeźno – dawna gromada, czyli najmniejsza jednostka podziału terytorialnego Polskiej Rzeczypospolitej Ludowej w latach 1954–1972.
Gromady, z gromadzkimi radami narodowymi (GRN) jako organami władzy najniższego stopnia na wsi, funkcjonowały od reformy reorganizującej administrację wiejską przeprowadzonej jesienią 1954 do momentu ich zniesienia z dniem 1 stycznia 1973, tym samym wypierając organizację gminną w latach 1954–1972.
Gromadę Brzeźno z siedzibą GRN w Brzeźnie utworzono – jako jedną z 8759 gromad na obszarze Polski – w powiecie chełmskim w woj. lubelskim na mocy uchwały nr 7 WRN w Lublinie z dnia 5 października 1954. W skład jednostki weszły obszary dotychczasowych gromad Brzeźno, Kępa i Olenówka ze zniesionej gminy Świerże w tymże powiecie. Dla gromady ustalono 10 członków gromadzkiej rady narodowej.
1 stycznia 1962 gromadę zniesiono, włączając jej obszar do gromad Kamień (kolonię Brzeźno nr 8 i kolonię Olenówka) i Okszów (wieś i kolonię oraz POM Brzeźno, kolonię Kępa oraz osady leśne Ostrów i Żalin) w tymże powiecie.